# ウィルバー・ジョン・カー

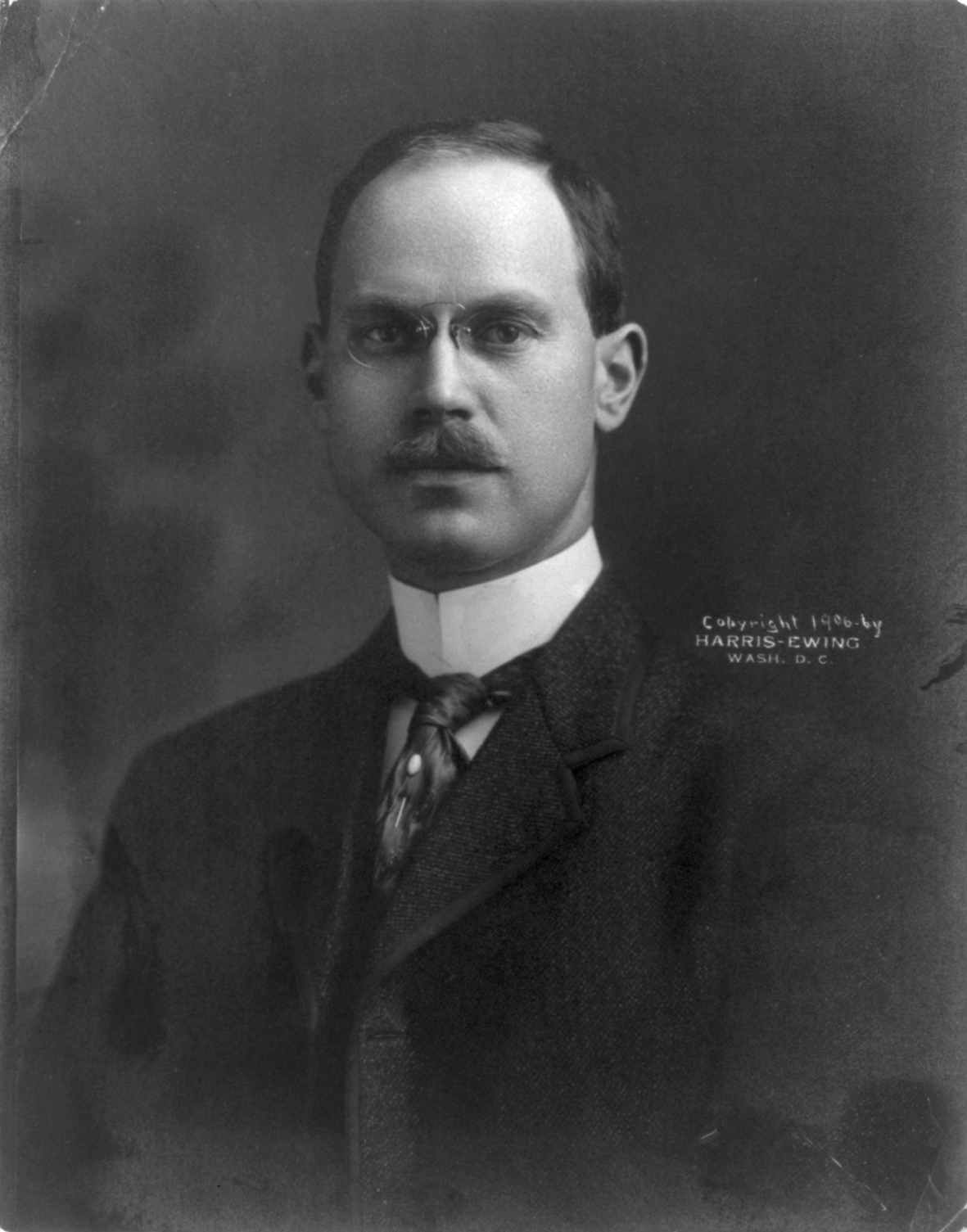
ウィルバー・ジョン・カー

ウィルバー・ジョン・カー（Wilbur John Carr, 1870年10月31日 - 1942年）は、アメリカ合衆国の外交官、政治家。国務省でおよそ45年間を過ごし、「外務の父」として貢献した。

## 生涯
1870年10月31日、カーはオハイオ州ヒルズボロにおいて、エドワード・リヴィングストン・カー (Edward Livingston Carr、1944-1918) とキャサリン・A・フェンダー (Catharine A. Fender, 1851-1929) の息子として誕生した。カーは1892年に事務官として国務省に入省した。カーは1902年に領事局長、1907年に事務官長となり、1909年から1924年まで領事監督官を務めた。
カーは厳格な業務運営と効率的な行政管理を信奉し、自身の領事業務について「可能な限り完璧に近づける」ことを誇りとした。カーは国務省が持つあらゆる長所を拡大させ、専門性を高める努力を行った。カーは1906年の領事再編法を可決させるために奔走し、またロジャーズ法の草案作成を支援した。
カーは1924年7月1日から1937年7月28日まで国務次官補を務めた。カーは外務職員人事委員会の委員長、および国務省主計官としての任務も担当した。またカーは、分離されていた外交業務と領事業務を統合し、単一の外務業務部門として管理することを任された。
1937年9月16日、カーは在チェコスロバキアアメリカ合衆国特命全権公使に就任し、プラハに赴任した。カーはナチス・ドイツがプラハを占領する1939年3月15日まで公使職を務めた。その後カーは3月21日にプラハの合衆国公使館を閉鎖し、4月6日にプラハを引き上げた。カーは間もなく国務省を引退し、ドイツで余生を過ごした。